# الشركة الوطنية للنقل بين المدن
الشركة الوطنية للنقل بين المدن أو الوطنية (بالفرنسية: Société Nationale de Transport Interurbain أو SNTRI)‏ هي شركة حكومية تونسية تعنى بنقل المسافرين بين المدن التونسية والمغاربية، تأسست في 21 أكتوبر 1981 باسم الشركة الوطنية للنقل الريفي وبين المدن إثر تقسيم الشركة القومية للنقل.

## وصلات خارجية
- أوقات وتعريفات سفرات حافلات الشركة الوطنية للنقل بين المدن.